# Joseph Legwaila
Joseph Manson John Legwaila Legwaila (Kurzform Legwaila Joseph Legwaila; * 2. Februar 1937) ist ein Diplomat und UN-Mitarbeiter aus Botswana.
Legewaila studierte an der Universität von Alberta in Kanada Politik, Geschichte und Internationale Beziehungen und arbeitete zeitweise als Lehrer. Von 1980 bis zu seiner Berufung als  Leiter der UNMEE-Mission 2000 war er Botschafter und ständiger Vertreter Botswanas bei den Vereinten Nationen. Er war dreimal Vizepräsident der UN-Generalversammlung (1981, 1987 und 1991) und vertrat sein Land im Sicherheitsrat, dem er 1995/95 für ein Jahr als Präsident vorsaß. Er hat bzw. hatte eine Reihe weiterer diplomatischer Funktionen für Botswana in Amerika inne – u. a. Botschafter in Kuba (1981–2001) und als Generalkonsul in Jamaika (1982–2001) – und arbeitete bei mehreren Missionen der UN in Afrika. So leitete Legewaila vom 29. September 2000 bis April 2006 als Sondergesandter des Generalsekretärs für Äthiopien und Eritrea die UNMEE-Mission der Vereinten Nationen in Eritrea und Äthiopien.
Von 2006 bis 2007 war er UN-Sonderberater für Afrika.
Legawaila ist verheiratet und hat drei Kinder.